# U 588
U 588 war ein deutsches Unterseeboot des Typs VII C, ein sogenanntes „Atlantikboot“. Es wurde durch die Kriegsmarine während des Zweiten Weltkriegs im Nord- und Mittelatlantik sowie vor der nordamerikanischen Ostküste eingesetzt.

## Bau und Indienststellung
Die Hamburger Werft Blohm & Voss war vor Kriegsbeginn nicht am U-Bootbauprogramm der Reichs- und der Kriegsmarine beteiligt. Ab 1939 waren die Kapazitäten der Hamburger Werft dann allerdings hauptsächlich mit dem Bau von Unterseebooten ausgelastet. Die effiziente Serienfertigungsweise der Werft sollte planmäßig die jährliche Fertigung von 52 U-Booten vom Typ VII C gewährleisten, während zusätzlich in Lizenz der MAN 48 Dieselmotoren zum Einbau auf Booten dieses Typs gefertigt wurden. Die beiden Dieselmotoren der Typ VII C-Boote leisteten bei der Überwasserfahrt eine Geschwindigkeit von 17 Knoten. Ein solches Boot hatte eine maximale Reichweite von 6500 sm. Unter Wasser kamen üblicherweise die beiden je 375 PS starken Elektromotoren zum Einsatz, die 7,6 Knoten Fahrt gewährleisteten.
U-588 wurde am 19. September 1941 unter dem Kommando von Kapitänleutnant Viktor Vogel in Hamburg in Dienst gestellt. Der 29-jährige Vogel war 1932 in die Reichsmarine eingetreten und hatte nach Kriegsbeginn auf Minensuchbooten gedient. Er hatte seine U-Bootausbildung im Sommer 1941 absolviert und U-588 war sein erstes U-Bootkommando. Am Turm trug U-588 ein Wappen mit zwei Kampfhähnen.

## Einsatzgeschichte
U 588 unternahm vier Feindfahrten, auf denen 7 Schiffe versenkt wurden, ein weiteres – der amerikanische Dampfer Greylock – wurde beschädigt (Gesamttonnage der 7 versenkten Schiffe: 31.492 BRT).

### Erste Unternehmung
Kommandant Vogel verließ mit U-588 Kiel am 8. Januar 1942 zu seiner ersten Unternehmung. Er entdeckte am 22. Januar einen einzeln fahrenden britischen Dampfer. Die Caledonian Monarch hatte dem Geleitzug SC 63 angehört, der am 3. Januar von Nova Scotia aufgebrochen war. Der Konvoi war sechs Tage später wegen stürmischen Wetters aufgelöst worden, woraufhin die einzelnen Schiffe versuchten, auf eigene Faust Großbritannien zu erreichen.
- 22. Februar 1942: Versenkung der britischen Caledonian Monarch (5851 BRT) (Lage)

Vogel versenkte das Schiff eine halbe Stunde nach einem erfolgreichen Torpedotreffer mit einem Torpedofangschuss. Die Caledonian Monarch sank daraufhin rasch über das Heck.
U-588 erreichte Lorient, Frankreich, am 30. Januar.

### Zweite Unternehmung
Das Boot lief am 12. Februar aus Lorient aus. Als Einsatzgebiet war der Nordatlantik, nordöstlich Kap Race vorgesehen. Am 27. März 1942 lief U-588 in St. Nazaire ein. Auf dieser Fahrt versenkte Kommandant Viktor Vogel zwei Schiffe.
- 1. März 1942: Versenkung der britischen Carperby (4890 BRT) (Lage)
- 10. März 1942: Versenkung der US-amerikanischen Gulftrade (6776 BRT) (Lage)

### Dritte Unternehmung
Der dritte Einsatz von U-588 dauerte vom 19. April bis zum 7. Juni 1942. Auf dieser Unternehmung versenkte Kommandant Viktor Vogel vier Schiffe und beschädigte eines.
- 9. Mai 1942: Beschädigung der amerikanischen Greylock (7460 BRT) (Lage)
- 10. Mai 1942: Versenkung der britischen Kitty`s Brook (4031 BRT) (Lage)
- 17. Mai 1942: Versenkung der norwegischen Skottland (4282 BRT) (Lage)
- 22. Mai 1942: Versenkung der US-amerikanischen Plow City (3282 BRT) (Lage)
- 23. Mai 1942: Versenkung der britischen Margot (4545 BRT) (Lage)

### Vierte Unternehmung
Am 19. August lief U-588 von St. Nazaire aus. Das Boot operierte im mittleren Nordatlantik. Es gehörte zu einer U-Boot-Gruppe, die unter dem Decknamen Pirat nach Maßgabe der von Karl Dönitz entwickelten Rudeltaktik das Gefecht mit alliierten Geleitzügen suchen sollte. Schiffe konnten nicht versenkt oder beschädigt werden. Am 31. Juli 1942 meldete Kommandant Vogel kurz nach Mitternacht durch Kurzsignal, dass U-588 einen Geleitzug aufgefunden habe, der sich im Marineplanquadrat AK 7989 befände. Danach kam keine Meldung mehr von dem Boot. Befehle zur Standort- und Wettermeldung am 1., 2., und 3. August wurden nicht beantwortet. U-588 wurde mit Wirkung vom 1. August 1942 am 23. September 1942 für vermisst und am 28. Januar 1943 für verschollen erklärt.

### Versenkung
U-588 wurde am 31. Juli 1942 im Nordatlantik nordöstlich von St. Johns (Neufundland) durch Wasserbomben des kanadischen Zerstörers HMCS Skeena und der kanadischen Korvette HMCS Wetaskiwin versenkt. Das Boot operierte am Geleitzug ON-115, als es vom kanadischen Zerstörer gesichtet wurde. Zusammen mit der Korvette griffen Kriegsschiffe das U-Boot mit Wasserbomben an und versenkten es. Es gab keine Überlebenden.
Kommandant Viktor Vogel wurde posthum zum Korvettenkapitän befördert.